# Pierre Felix Joseph d'Anethan
Pierre Felix Joseph baron d'Anethan (Luxemburg, 5 november 1787 - Habay-la-Vieille, 16 december 1839) was een Luxemburgs edelman en politicus.
Pierre d'Anethan stamt uit het Luxemburgs adellijk geslacht d'Anethan. Hij was een zoon van het Eerste Kamerlid François Henri François-de-Paule Joseph d'Anethan) en werd in juni 1816 samen met zijn vader en zijn broer erkend in de erfelijke adel. Hij was toen al een maand lid van de Provinciale Staten (de toenmalige provincie van het Verenigd Koninkrijk der Nederlanden) van Luxemburg namens de Ridderschap. Van 1822 tot 1824 was hij lid van de Gedeputeerde Staten van diezelfde provincie.
In het parlementair jaar 1829-1830 was d'Anethan namens de provincie Luxemburg lid van de Tweede Kamer der Staten-Generaal, intussen baron geworden (1828).
Beroepshalve was hij directeur van de hoogovens La Trapperie.
Hij trouwde in 1839 met Gudule du Mesnil de Volkrange (1804-1850). Ze hadden vijf dochters en een zoon, die als kind overleed. Het gevolg was dat er in de volgende generatie geen naamdragers meer waren en deze tak van de familie uitdoofde.